# هوشی ساتو
هوشی ساتو با بازی لیندا پارک، بازیگر کره‌ای‌تبار آمریکایی، شخصیتی خیالی در مجموعه علمی–تخیلی تلویزیونی پیشتازان فضا: اینترپرایز است.
در این مجموعه، ساتو که در ۹ ژوئیه ۲۱۲۹ در کیوتو، ژاپن متولد شده، افسر ارتباطات سفینه فضایی اینترپرایز (NX-01) و یک زبان‌شناس است که بیش از چهل زبان را صحبت می‌کند (چندزبانگی)، از جمله کلینگونی. او نابغه‌ای در زبان‌شناسی است و به‌عنوان یک متخصص در کار با مترجم جهانی، ابزاری کلیدی برای برقراری ارتباط میان خدمه و فرهنگ‌های بیگانه، شناخته می‌شود.

## زندگی‌نامه
زندگی گذشته ساتو تا حد زیادی در این مجموعه بررسی نشده است. او مدتی از بیماری فضایی و ترس از فضاهای بسته رنج برد. در قسمت اثر ناظر در فصل چهارم، مشخص شد که او به دلیل راه‌اندازی یک بازی غیرقانونی پوکر و شکستن دست یکی از مربیان استارفلیت که قصد متوقف کردن آن را داشت، به‌طور موقت از استارفلیت اخراج شده بود (او دارای کمربند سیاه در آیکیدو است). با این حال، به دلیل مهارت‌های استثنایی‌اش در زبان‌شناسی، دوباره به استارفلیت بازگردانده شد.
پیش از پیوستن به اینترپرایز، او در برزیل زبان‌شناسی تدریس می‌کرد؛ مشخص نیست که در آن زمان عضو فعال استارفلیت بوده یا پس از آن مجدداً برای خدمت تحت فرمان جاناتان آرچر به استارفلیت پیوسته است. او بعدها (در اثر ناظر) ابراز پشیمانی کرد که بدون خداحافظی با دانشجویانش آنجا را ترک کرده است.

## سرنوشت
طبق اطلاعات موجود در صفحه رایانه‌ای که در قسمت در آینه، تاریک نشان داده شد و از حافظه بانک‌های یواس‌اس دفیانت استخراج شده بود، ساتو در کیوتو، ژاپن متولد شد. او نقش مهمی در توسعه مترجم جهانی داشت. ساتو در نهایت با مردی به نام تاکاشی کیمورا ازدواج کرده و با درجه ستوان فرمانده از استارفلیت بازنشسته شد.

## جهان آینه‌ای
در جهان آینه‌ای، ساتو دارای درجهٔ ستوان بود. علاوه بر اینکه افسر ارتباطات بود، به‌عنوان «زن کاپیتان» (ترکیبی از پیشکار و محظیه) برای کاپیتان ماکسیمیلیان فارست و سپس فرمانده جاناتان آرچر پس از تصرف آی‌اس‌اس اینترپرایز توسط آرچر خدمت می‌کرد.
پس از اینکه آرچر از یواس‌اس دیفاینت برای سرکوب شورش استفاده کرد، ساتو او را مسموم کرد و فرماندهی کشتی را به دست گرفت و ترویس می‌ودرِ آینه‌ای را به‌عنوان معشوقهٔ جدید خود انتخاب کرد. پس از رسیدن به زمین، او تسلیم زمین را خواستار شد و خود را امپراتریس اعلام کرد.

## قسمت‌های کلیدی

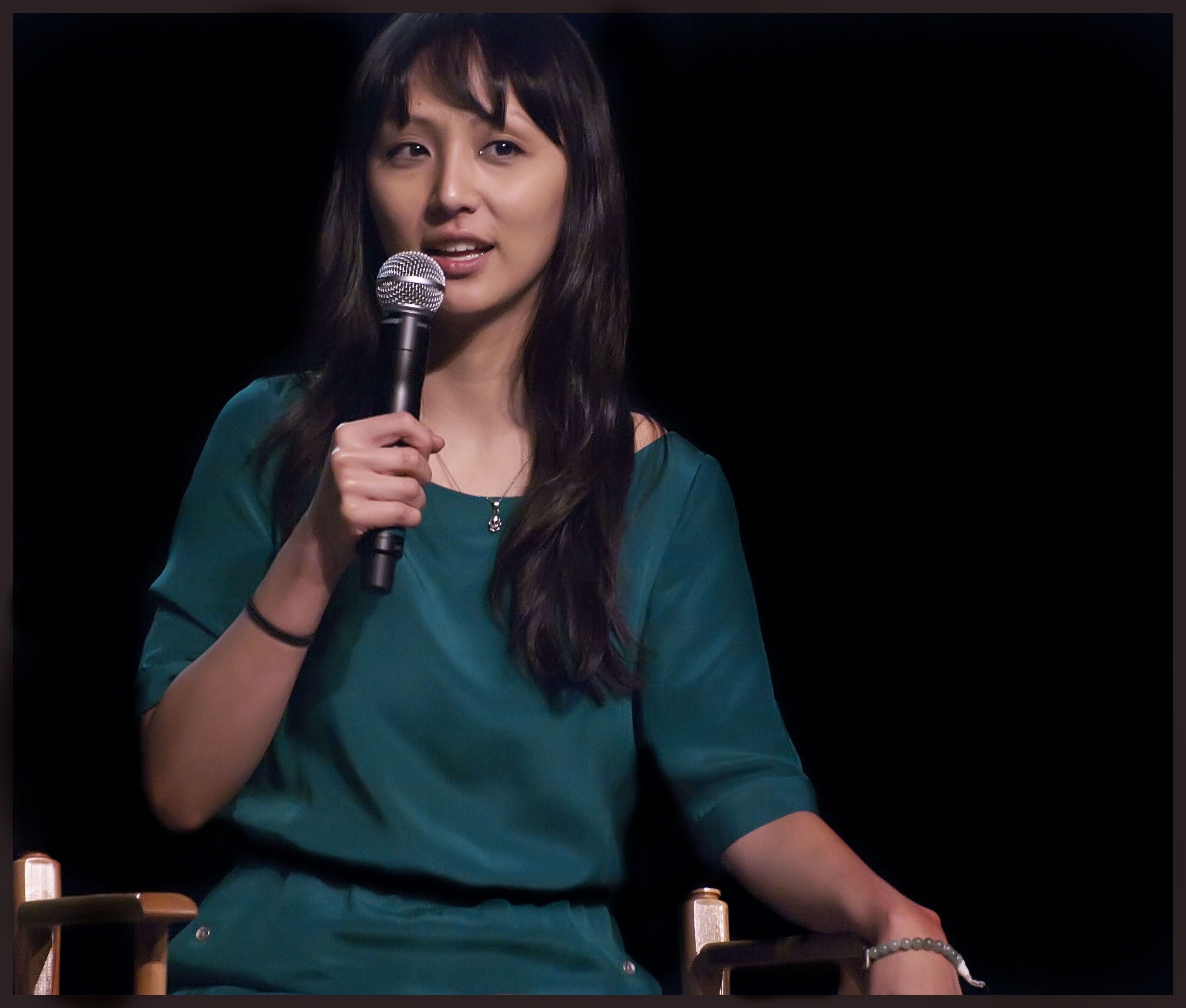
بازیگر لیندا پارک، ایفاگر نقش هوشی ساتو، گفت که «نبرد یا گریز» نشان‌دهنده رشد شخصیت او در طول سریال است

قسمت‌هایی که در آن‌ها شخصیت ساتو گسترش یافته یا نقشی کلیدی ایفا می‌کند:
- کمان شکسته – معرفی شخصیت ساتو؛ اختصاص او به اینترپرایز
- نبرد یا گریز[۳] – ساتو با ترس‌های خود در یک سفینه بیگانه که خدمه‌اش به قتل رسیده‌اند، روبه‌رو می‌شود.
- نقطه ناپدید شدن – اولین استفاده او از انتقال‌دهنده
- تبعید – او در یک سیاره بیگانه می‌ماند تا دربارهٔ زندی‌ها بیشتر بیاموزد.
- شورا – نقش حیاتی در برقراری ارتباط با شورای زندی
- شمارش معکوس – ربوده و توسط خزندگان زندی شکنجه می‌شود، او را شست‌وشوی مغزی می‌دهند تا در نابودی زمین همکاری کند.
- ساعت صفر – نقشی حیاتی در نابودی ابرسلاح زندی قبل از آنکه بتواند زمین را نابود کند
- اثر ناظر – انتخاب‌شده برای حمل یک پاتوژن کشنده در آزمایشی که توسط اورگانیایی‌ها نظارت می‌شود.
- In a Mirror, Darkly – ساتوی دنیای موازی شخصیتی هرزه، حیله‌گر و جاه‌طلب دارد و در نهایت خود را امپراتریس ساتو زمین اعلام می‌کند.

## بازخورد
به گفتهٔ نویسنده دیوید گروون، «انسیگن هوشی ساتو یک زبان‌شناس آسیایی-آمریکایی و افسر ارتباطات است. او مستعد حملات ترس است و عموماً به‌جز در جنبه‌های زبانی کارش، ناتوان دیده می‌شود؛ ساتو جیغ‌زنِ مقیم کشتی است.»
فرد دکر، تهیه‌کنندهٔ مشاور و نویسنده در فصل اول، گفت که ساتو شخصیت مورد علاقه‌اش برای نوشتن بود، زیرا او را انسانی‌ترین و قابل‌درک‌ترین عضو خدمه می‌دانست.
در سال ۲۰۰۱، در مصاحبه‌ای با ایان اسپلینگ از نیویورک تایمز، بازیگر لیندا پارک که نقش هوشی ساتو را در اینترپرایز ایفا کرد، قسمت «فرار یا نبرد» را نمونه‌ای از پیشرفت و رشد شخصیت او در طول سریال عنوان کرد.
در سال ۲۰۰۴، آی‌جی‌ان گفت: «لیندا پارک شاید کم‌استفاده‌ترین بازیگر در این مجموعه باشد، اما بیشترین پتانسیل را دارد.»
در سال ۲۰۱۳، مجلهٔ اسلیت هوشی ساتو را یکی از ده شخصیت برتر خدمه در فرنچایز پیشتازان فضا رتبه‌بندی کرد.
در سال ۲۰۱۵، دن آو گیک اهمیت هوشی در برقراری ارتباط و عمق توانایی‌های زبانی او را یادآور شد. آن‌ها قسمت‌های «فرار یا نبرد» و «وکس سولا» را به‌عنوان قسمت‌هایی مناسب برای بررسی شخصیت ساتو توصیه کردند.
در سال ۲۰۱۶، دِ رَپ ساتو را در رتبهٔ ۳۷ در میان ۳۹ شخصیت برتر پیشتازان فضا قرار داد. آن‌ها به اهمیت او به‌عنوان مترجم اشاره کردند، اما او را «یک نسخهٔ ضعیف از اهورا» نامیدند و گفتند نویسندگان فراتر از ایدهٔ اصلی شخصیت، او را به‌درستی بسط ندادند.